# Villarlod

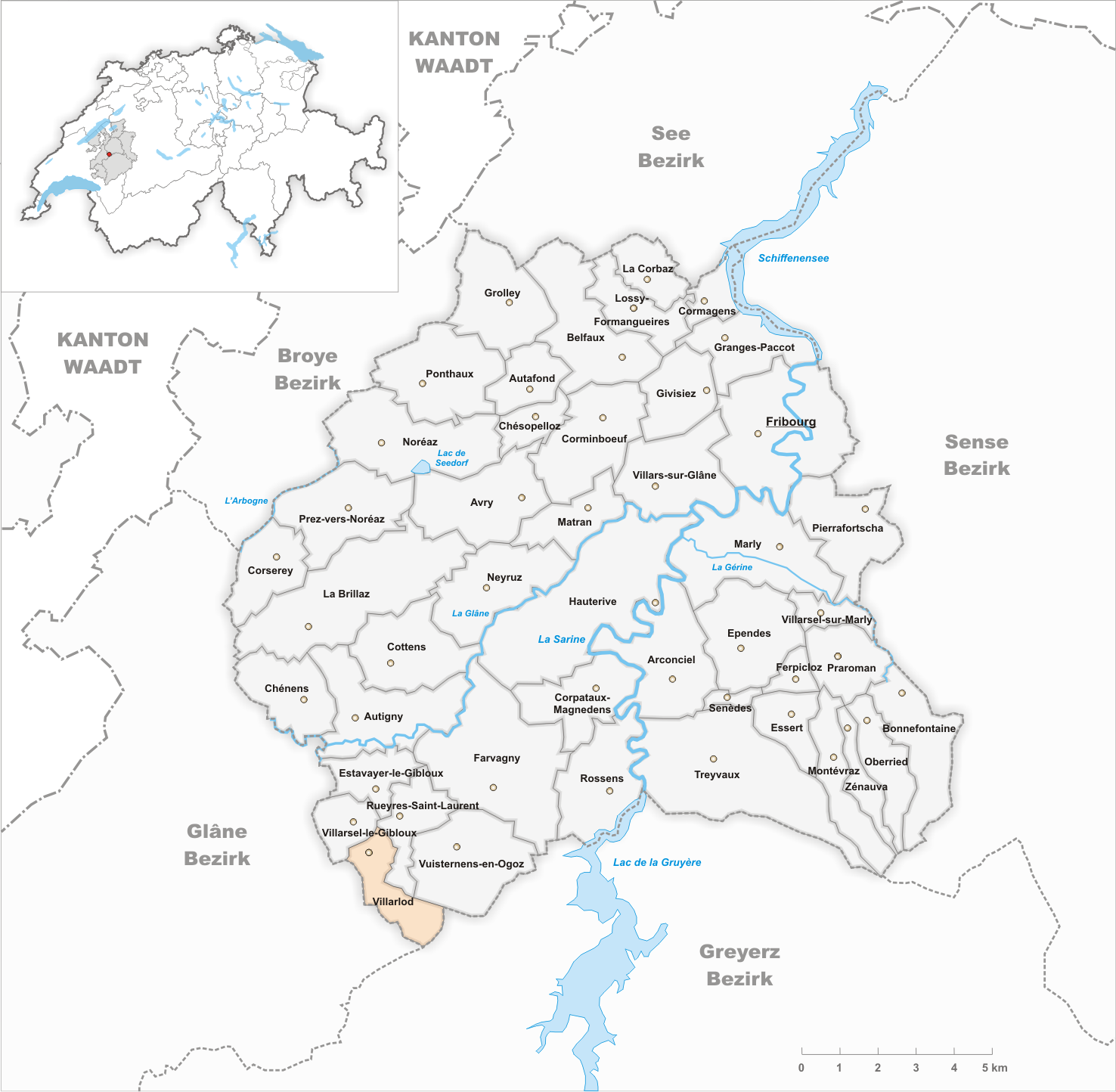
Gemeindestand vor der Fusion am 1. Januar 2003

Villarlod (Freiburger Patois Velâlouⓘ) ist eine Ortschaft und früher selbständige politische Gemeinde im District de la Sarine (deutsch: Saanebezirk) des Kantons Freiburg in der Schweiz. Am 1. Januar 2003 fusionierte Villarlod mit Estavayer-le-Gibloux, Rueyres-Saint-Laurent und Villarsel-le-Gibloux zur neuen Gemeinde Le Glèbe. Seit 2016 gehört das Dorf zur Gemeinde Gibloux.

## Geographie
Villarlod liegt auf 810 m ü. M., 15 Kilometer südwestlich der Kantonshauptstadt Freiburg (Luftlinie). Das Bauerndorf erstreckt sich auf einem Geländevorsprung am Nordhang des Gibloux, über dem Taleinschnitt des Glèbe, im Molassehügelland des Freiburger Mittellandes. Die ehemalige Gemeindefläche betrug rund 2,8 km². Das Gebiet reichte vom Tal des Glèbe südwärts über den Hang von Villarlod und den Hügel Croix du Saut (908 m ü. M.) bis in das Quellgebiet des Glèbe am Gibloux. Der Waldberg, auf dem mit 1204 m ü. M. der höchste Punkt der Gemeinde Le Glèbe erreicht wird, bildet hier eine nach Westen geöffnete, teils von Weiden, teils von Wald bestandene Mulde.

## Bevölkerung
Mit 259 Einwohnern (2002) zählte Villarlod vor der Fusion zu den kleinen Gemeinden des Kantons Freiburg. Zu Villarlod gehören einige Einzelhöfe und Ferienhäuser am Hang des Gibloux.
Einwohnerzahlen: Volkszählungsdaten

## Wirtschaft
Villarlod war bis in die zweite Hälfte des 20. Jahrhunderts ein vorwiegend durch die Landwirtschaft geprägtes Dorf. Noch heute haben der Ackerbau, die Milchwirtschaft und die Viehzucht einen wichtigen Stellenwert in der Erwerbsstruktur der Bevölkerung. Weitere Arbeitsplätze sind im lokalen Kleingewerbe und im Dienstleistungssektor vorhanden, unter anderem in einem Betrieb des Baugewerbes. Bei Villarlod wird in einem Steinbruch Sandstein abgebaut. In den letzten Jahrzehnten hat sich das Dorf auch zu einer Wohngemeinde entwickelt. Viele Erwerbstätige sind deshalb Wegpendler, die hauptsächlich in der Region Freiburg arbeiten. Bei guter Schneelage kann am Nordwesthang des Gibloux Ski gefahren werden; es gibt hier einen Skilift.

## Verkehr
Das Dorf liegt abseits der grösseren Durchgangsstrassen an einer Verbindungsstrasse von Villaz-Saint-Pierre nach Vuisternens-en-Ogoz. Durch die Buslinie der Transports publics Fribourgeois, die von Romont nach Farvagny führt, ist Villarlod an das Netz des öffentlichen Verkehrs angebunden.

## Geschichte
Die erste urkundliche Erwähnung des Ortes erfolgte 1227 unter dem Namen Vilaralort; von 1231 ist die Bezeichnung Vilaraloz überliefert. Der Ortsname setzt sich aus dem lateinischen Wort villa (Landhaus, Dorf) und dem Personennamen Alold oder Arlold zusammen.
Im Mittelalter gehörte Villarlod zur Herrschaft Pont. Auch die Abtei Hauterive hatte Grundbesitz und Rechte in der Gemeinde. Mit Pont kam das Dorf 1483 unter die Herrschaft von Freiburg und wurde der Vogtei Pont-Farvagny zugeordnet. Nach dem Zusammenbruch des Ancien Régime (1798) gehörte Villarlod während der Helvetik zum Bezirk Romont und ab 1803 zum Bezirk Farvagny, bevor es 1848 mit der neuen Kantonsverfassung in den Saanebezirk eingegliedert wurde.
Im Rahmen der seit 2000 vom Kanton Freiburg geförderten Gemeindefusionen entschieden sich die Bewohner von Villarlod, Estavayer-le-Gibloux, Rueyres-Saint-Laurent und Villarsel-le-Gibloux im Jahr 2002 für das Zusammengehen ihrer Gemeinden. Mit Wirkung auf den 1. Januar 2003 trat deshalb die Fusion der Dörfer zur neuen Gemeinde mit dem Namen Le Glèbe in Kraft.

## Sehenswürdigkeiten
Die Pfarrkirche Saint-Michel wurde 1910 an der Stelle einer 1645 erwähnten Kapelle erbaut. Als Baumaterial diente Molassesandstein des Steinbruchs bei Villarlod. Ebenfalls im Jahr 1910 wurde Villarlod, das vorher zur Kirchgemeinde Estavayer-le-Gibloux gehörte, zu einer selbständigen Pfarrei erhoben.